# Scheldt

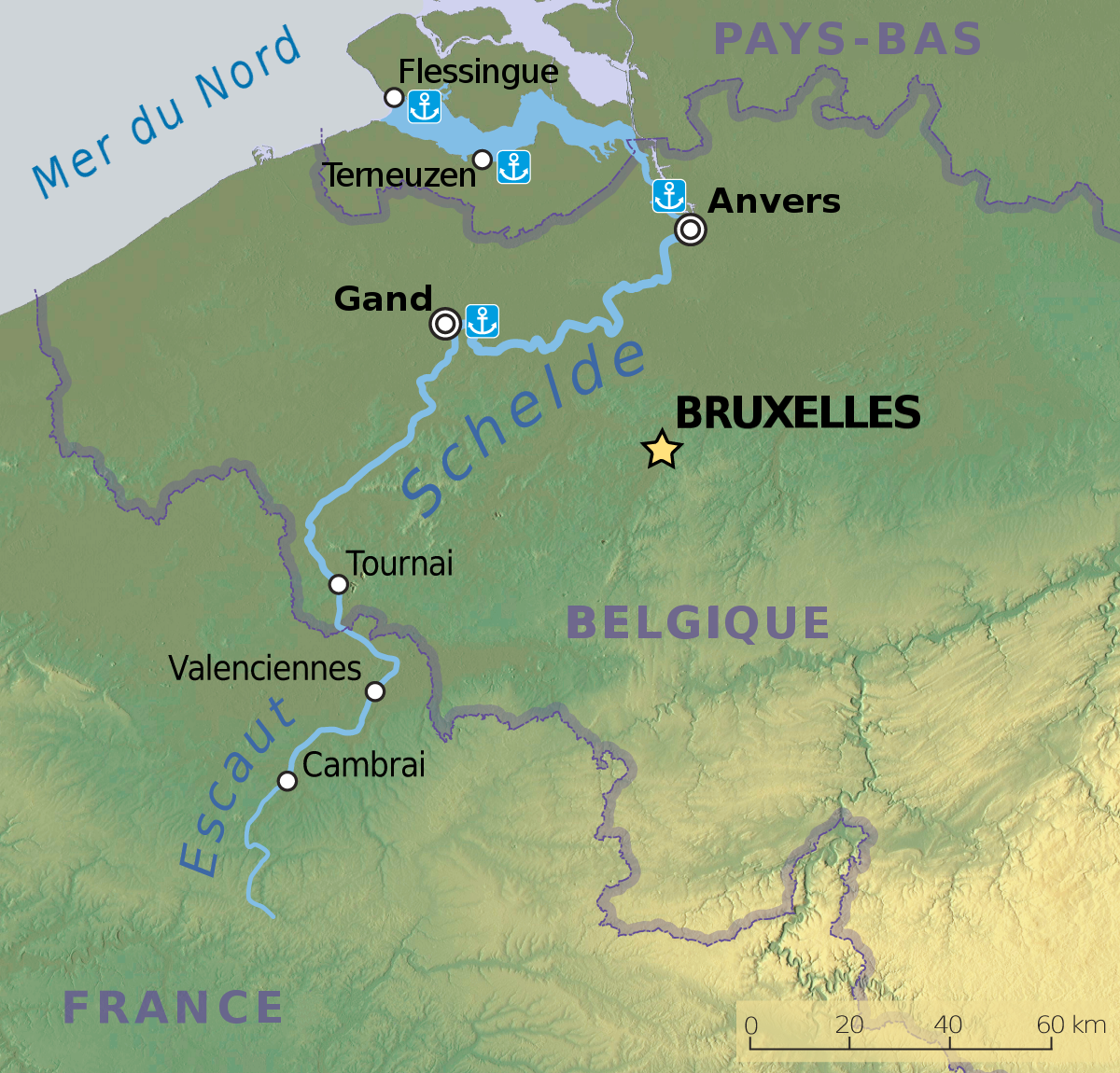
Bản đồ dòng chảy sông Scheldt

Scheldt (tiếng Hà Lan Schelde [ˈsxɛldə], tiếng Pháp Escaut) là một sông dài 350 km tại bắc bộ Pháp, tây bộ Bỉ và tây nam bộ Hà Lan. Tên gọi của sông bắt nguồn từ một tính từ có nghĩa là "nông", tương ứng với sceald trong tiếng Anh cổ, shoal trong tiếng Anh hiện đại, schol trong tiếng Hạ Đức, skol trong tiếng Frisia, và skäll (mỏng) trong tiếng Thụy Điển.

## Dòng chảy
Đầu nguồn của sông Scheldt nằm tại Gouy, thuộc tỉnh Aisne ở bắc bộ nước Pháp. Sông chảy về phía bắc qua Cambrai và Valenciennes, và vào lãnh thổ Bỉ ở gần Tournai. Tại Ghent, Scheldt nhận nước từ Lys, một trong các chi lưu chính của nó, Scheldt đổi hướng sang đông. Gần Antwerp, thành phố lớn nhất ven bờ sông, Scheldt chảy về phía tây vào lãnh thổ Hà Lan, hướng vào biển Bắc. Ban đầu, từ điểm đó sông được phân thành hai nhánh: Oosterschelde (Đông Scheldt) và Westerschelde (Tây Scheldt) song vào thế kỷ 19, người ta đã đắp một con đê cắt qua nhánh phía đông (thực tế là nhánh bắc) để nối Zuid-Beveland với (Bắc Brabant). Do đó, ngày nay sông chỉ đổ ra biển theo nhánh Westerschelde, qua Terneuzen để đổ vào biển Bắc ở khoảng giữa Breskens thuộc Zeeuws-Vlaanderen và Vlissingen thuộc Walcheren.
Scheldt là một thủy đạo quan trọng, và tàu thuyền có thể thông hành từ cửa sông cho đến Cambrai. Cảng Antwerp nằm bên bờ sông là một trong những cảng tại châu Âu. Một số kênh (bao gồm kênh Albert) nối Scheldt với lưu vực các sông Rhine, Meuse và Seine, cùng các khu vực công nghiệp nằm xung quanh Brussels, Liège, Lille, Dunkerque và Mons.

## Lịch sử
Cửa sông Scheldt đã luôn có tầm quan trọng đáng kể về thương mại và chiến lược. Trong thời kỳ La Mã, nó là một nơi quan trọng để các tàu thuyền đi đến Britannia. Người Frank đã nắm giữ quyền kiểm soát khu vực vào khoảng năm 260 và ban đầu họ trở thành những hải tặc trên lộ trình của La Mã. Sau đó, họ trở thành đồng minh với người La Mã. Do Đế quốc Francia bị phân chia vào thế kỷ thứ 9, Scheldt cuối cùng là biên giới giữa hai Đế quốc Tây và Đông, mà sau này trở thành Pháp và Đế quốc La Mã Thần thánh.
Hiện trạng này vẫn được duy trì, ít nhất là trên giấy cho đến năm 1528, mặc dù sau đó cả Flanders ở bờ tây cùng Zeeland và Brabant ở bờ đông đều là một phần của Mười bảy lãnh thổ thuộc sở hữu của họ Habsburg. Antwerp là bến cảng tốt bậc nhất tại Tây Âu. Sau khi thành phố này rơi vào tay người Tây Ban Nha vào năm 1585, Cộng hòa Hà Lan nắm quyền kiểm soát Zeeuws-Vlaanderen- một dải đất bên bờ tả, và đóng cửa hoạt động giao thông thủy trên Scheldt. Điều này đã khiến hoạt động thương mại chuyển đến các cảng Amsterdam và Middelburg và làm cho Antwerp lụn bại nghiêm trọng.
Việc tiếp cận sông đã trở thành nguyên nhân gây ra Chiến tranh Ấm nước ngắn ngủi vào năm 1784, và trong thời kỳ Cách mạng Pháp diễn ra ngay sau đó, sông đã được mở cửa trở lại vào năm 1792. Khi Bỉ tuyên bố độc lập khỏi Hà Lan vào năm 1830, hiệp định Scheldt đã xác định rằng tàu thuyền vẫn có thể theo sông đến các cảng của Bỉ.
Trong Chiến tranh thế giới thứ hai, vùng cửa sông Scheldt một lần nữa lại trở thành khu vực tranh chấp. Mặc dù Đồng Minh khi đó đang kiểm soát Antwerp, vào tháng 9 năm 1944, quân Đức vẫn chiếm đóng các vị trí kiên cố dọc theo phía tây và phía bắc cửa sông Scheldt, cản trở bất kỳ tàu thuỳen nào của Đồng minh vào cảng. Trong Trận Scheldt, Đội quân số 1 Canada đã thành công trong việc giải phóng khu vực, cho phép các Đồng minh có thể đưa đồ tiếp tế trực tiếp đến cảng Antwerp vào tháng 11 năm 1944.

## Hình ảnh

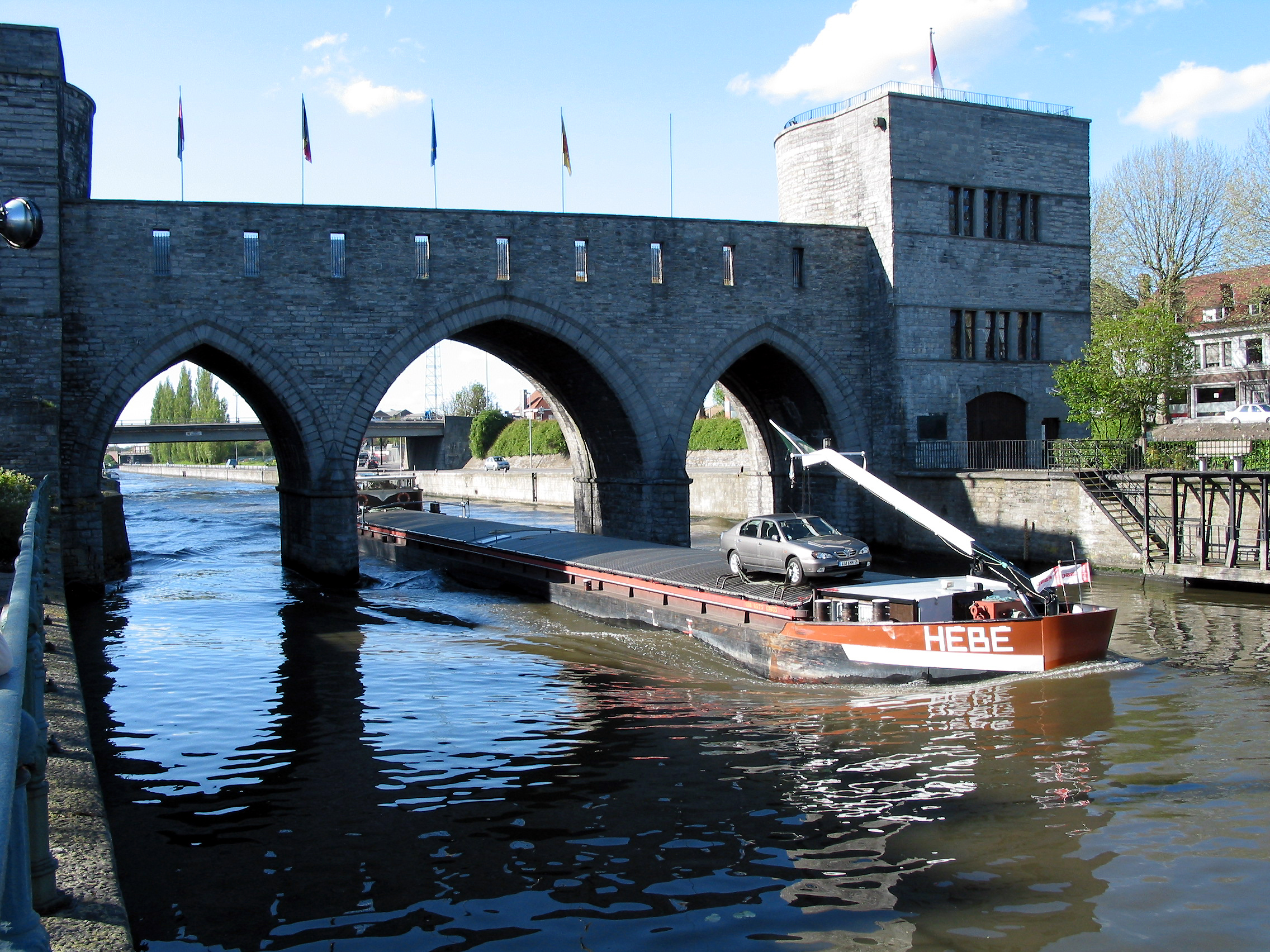
Scheldt tại Tournai
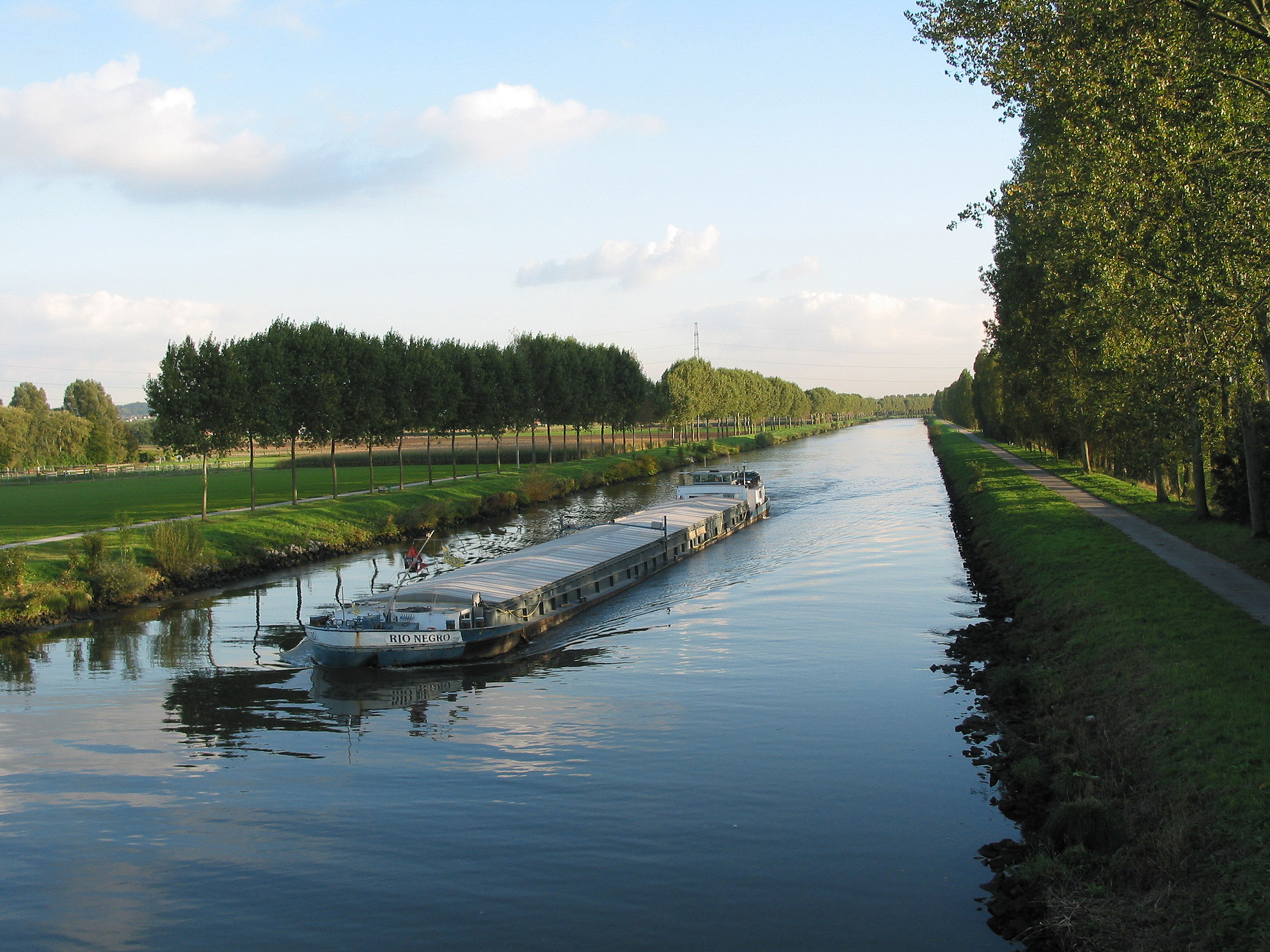
Scheldt tại Pecq